# Ponte di Chesters
Il ponte di Chesters era un ponte romano sul fiume North Tyne a Chollerford, Northumberland, in Inghilterra, e adiacente al forte romano di Chesters sul Vallo di Adriano . Il forte, menzionato nella Notitia Dignitatum, e ora identificato con il forte trovato a Chesters, era noto come Cilurnum o Cilurvum .
Nel 2016, l'accesso pubblico al ponte romano di Chesters è stato sospeso a causa dei danni provocati dalle inondazioni.

## Storia

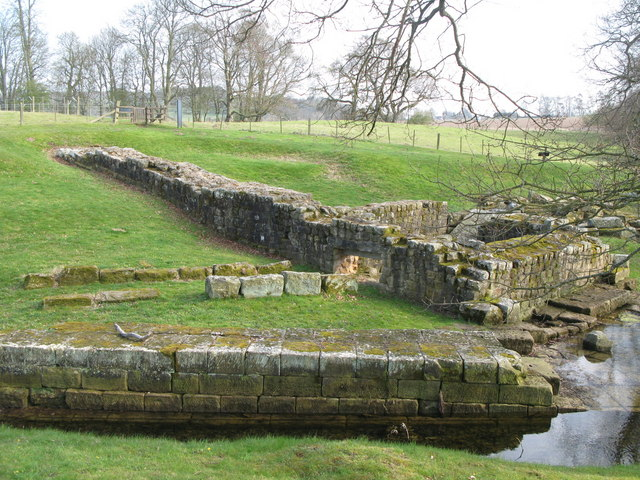
Vallo di Adriano e spalla del ponte di Chesters

I resti del ponte sulla riva orientale del fiume North Tyne si trovano lungo il sentiero nei pressi del ponte di Chollerford. Questi resti furono localizzati per la prima volta nel 1860. Formano una delle strutture in muratura più imponenti e massicce che si possano vedere sul Vallo di Adriano. Un cambiamento di direzione del corso del fiume Tyne lo ha spostato verso ovest di circa 66 piedi (20 m), coprendo completamente o spazzando via gran parte della spalla ovest, lasciando alta (se non sempre asciutta) la spalla orientale sull’altra sponda.

## Difesa
Il ponte portava la strada romana della via militare dietro le mura attraverso il fiume North Tyne in questo punto, ed era difeso dall'adiacente forte di cavalleria alla sua fondazione, in seguito ceduto alla fanteria . Una prima iscrizione su un altare dedicato alla Disciplina, rinvenuta nel 1978, indica che la prima presenza militare conosciuta era un'ala di cavalleria, ala Augusta ob virtutem appellata ("chiamata Augusta per il suo valore").

## Primo ponte

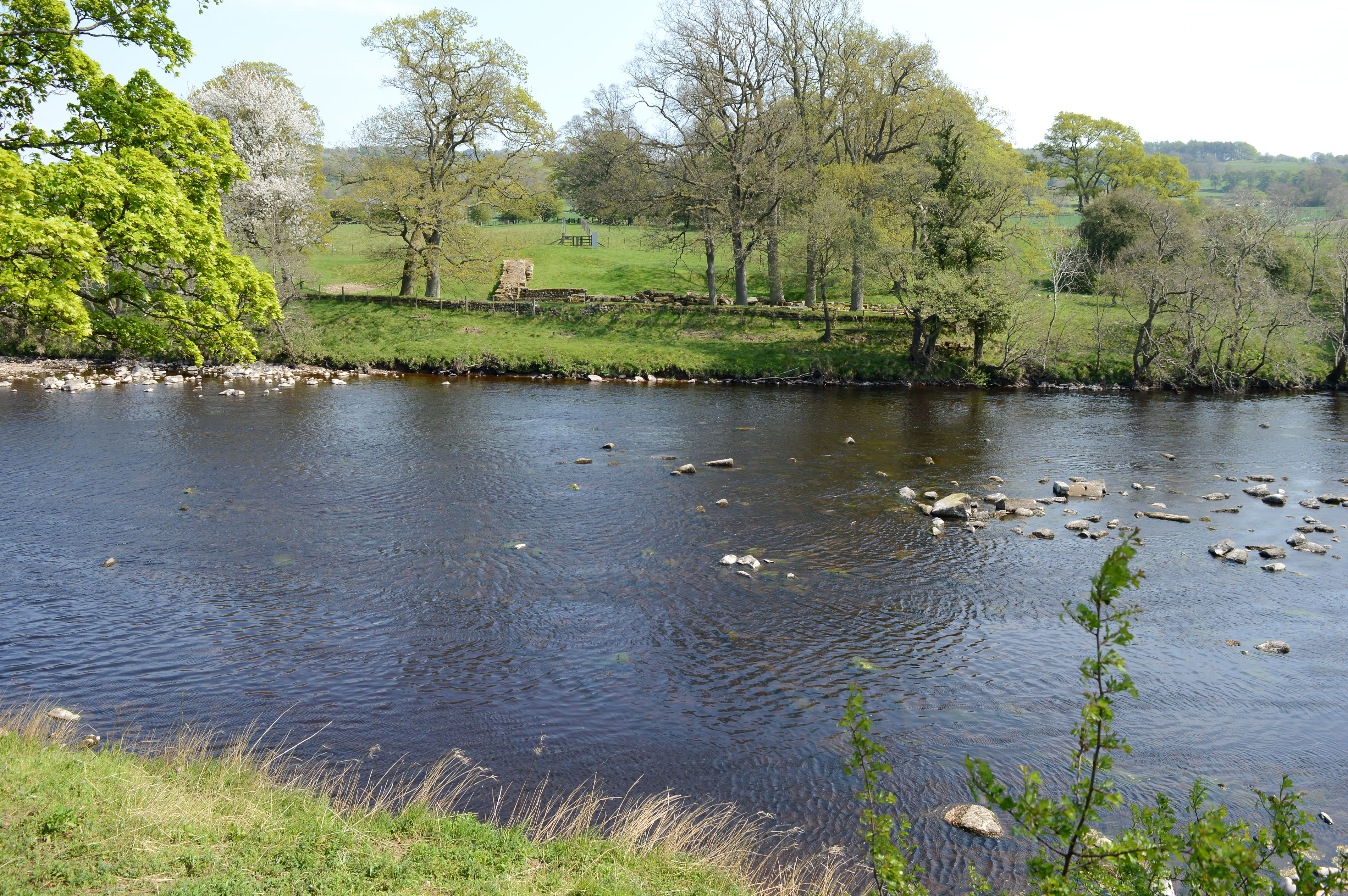
I resti del ponte visti dalla riva occidentale del Tyne

C'erano almeno due ponti in questo punto. Il primo, meno massiccio del suo successore, era probabilmente contemporaneo alla costruzione del Vallo nel 122-4 d.C. Attraversava il fiume su una serie di almeno otto pilastri in pietra esagonali di circa 13 piedi (4 m) l’uno dall’altro: il primo tra questi (da est) è visibile nel tratto in cui è stato inglobato nella muratura della successiva spalla. La lunghezza complessiva del ponte tra le spalle era di 200 piedi (61 m) . La larghezza di questi pilastri suggerisce che il ponte fosse destinato a convogliare una struttura di 10 piedi (3,0 m) di larghezza - la larghezza della parete laterale in questa zona - e che quindi trasportava il Vallo di Adriano attraverso il fiume con una serie di piccoli archi di pietra. La muratura sembra essere stata semplice ma sostanziale, e il pilastro esagonale sopravvissuto porta tracce di morsetti a coda di rondine di ferro incastonati nel piombo che avrebbero tenuto le pietre saldamente insieme.

## Secondo ponte
Il secondo ponte era molto più grande e la nuova spalla orientale era una costruzione molto più elevata di prima, con pareti ad ala strombata sia a nord che a sud della linea effettiva del ponte. Questo pilastro, le sue massicce pietre rettangolari sollevate in posizione utilizzando i fori di Lewis, che sono una caratteristica della loro superficie superiore, erano tenuti insieme da lunghe fascette di ferro incanalate nella muratura per rinforzare la facciata anteriore. I fori di Lewis si allargano man mano che penetrano. I lewis consistevano in un cuneo diviso che, dopo essere stati inseriti nel foro, venivano allargati per bloccarsi in esso mediante una striscia di metallo tra le due metà del cuneo. Il gancio della gru veniva poi fatto passare attraverso la testa del lewis e la pietra era pronta ad essere sollevata. Da questo solido pilastro scaturì un elegante ponte con quattro archi sostenuto da tre sostanziali pilastri fiume, distanti 34 piedi (10,4 m) l’uno dall’altro. La sua lunghezza complessiva era di 189 piedi (57,6 m) ed era destinato a prendere una carreggiata stradale. Sono stati trovati pochi voussoir (pietre cuneiformi provenienti da archi), ma ci sono sufficienti altre prove sotto forma di blocchi di cornicione, scanalati per prendere lastre di parapetti verticali e modanature angolari, per dimostrare che il ponte era di pietra, anche se altri affermano che il secondo ponte aveva una sovrastruttura in legno. Questo secondo ponte sembra risalire agli inizi del III secolo [altri danno 162-5 d.C. o 206 d.C.]. Non ci sono prove di ulteriori riparazioni o alterazioni al ponte dopo tale data. C'è un petrosomatoglifo scolpito nella faccia settentrionale della spalla orientale.

## Scavi
All'inizio del XIX secolo Nathaniel Clayton, proprietario di Chesters House and Estate, spostò centinaia di tonnellate di terra per coprire gli ultimi resti del forte come parte del suo parco, creando così un liscio pendio di prati ininterrotto fino al fiume Tyne; egli raccolse, prima che scomparissero, una serie di manufatti romani che conservò in famiglia. Tuttavia suo figlio John Clayton, un noto antiquario, rimosse tutto il lavoro di suo padre, esponendo il forte, scavando e istituendo un piccolo museo per i suoi reperti. John Clayton ha anche effettuato scavi al Forte di Housesteads, al Miltreo di Carrawburgh e a Carvoran, tra gli altri.